# Большинское сельское поселение (Волгоградская область)
Большинское се́льское поселе́ние — муниципальное образование в составе Урюпинского района Волгоградской области.
Административный центр — хутор Нижнецепляевский.

## История
Большинское сельское поселение образовано 30 марта 2005 года в соответствии с Законом Волгоградской области № 1037-ОД.

## Население
| 2010 | 2012 | 2013 | 2014 | 2015 | 2016 | 2017 |
| ---- | ---- | ---- | ---- | ---- | ---- | ---- |
| 691  | ↘682 | ↘666 | ↘656 | ↘633 | ↘619 | ↘611 |
| 2018 | 2019 | 2020 | 2021 |      |      |      |
| ↘601 | ↘585 | ↘576 | ↘560 |      |      |      |

## Состав сельского поселения
| № | Населённый пункт | Тип населённого пункта        | Население |
| - | ---------------- | ----------------------------- | --------- |
| 1 | Большинский      | хутор                         | 80        |
| 2 | Краснянский      | хутор                         | 162       |
| 3 | Нижнецепляевский | хутор, административный центр | 269       |
| 4 | Серковский       | хутор                         | 180       |